# Petralia Sottana
Petralia Sottana (sicilià Pitralìa Suttana) és un municipi italià, dins de la ciutat metropolitana de Palerm. L'any 2007 tenia 3.330 habitants. Limita amb els municipis d'Alimena, Blufi, Caltanissetta (CL), Castelbuono, Castellana Sicula, Geraci Siculo, Isnello, Marianopoli (CL), Petralia Soprana, Polizzi Generosa, Resuttano (CL), Santa Caterina Villarmosa (CL) i Villalba (CL).

## Galeria d'imatges

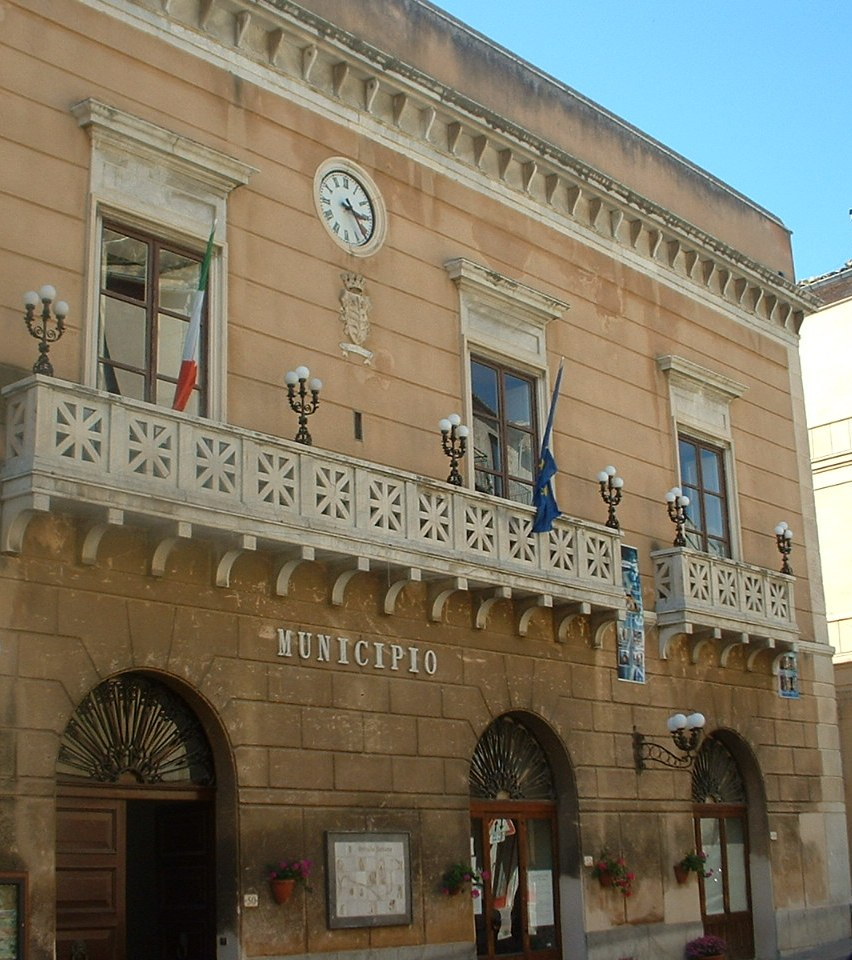
Ajuntament
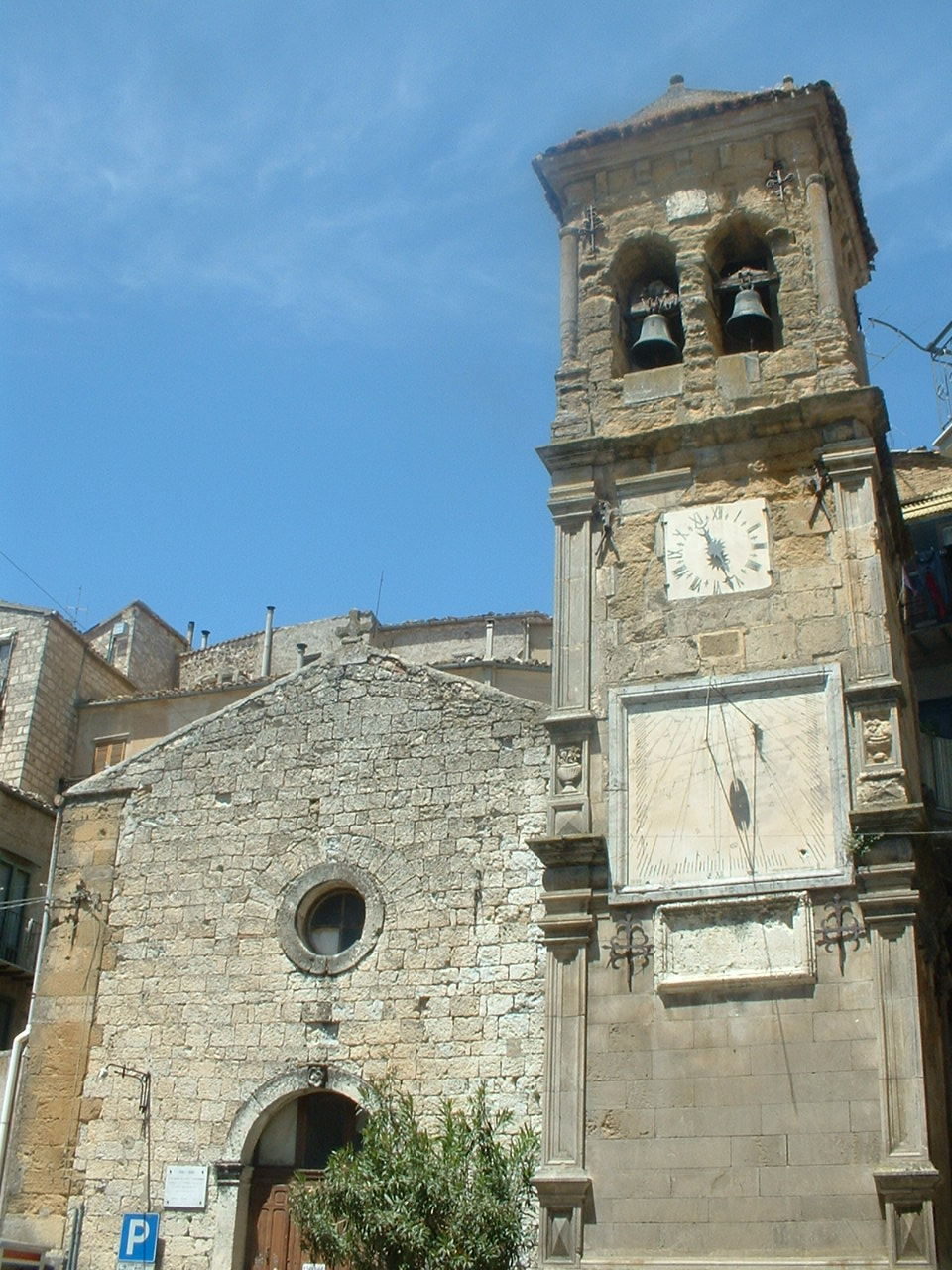
Església de la Misericordia
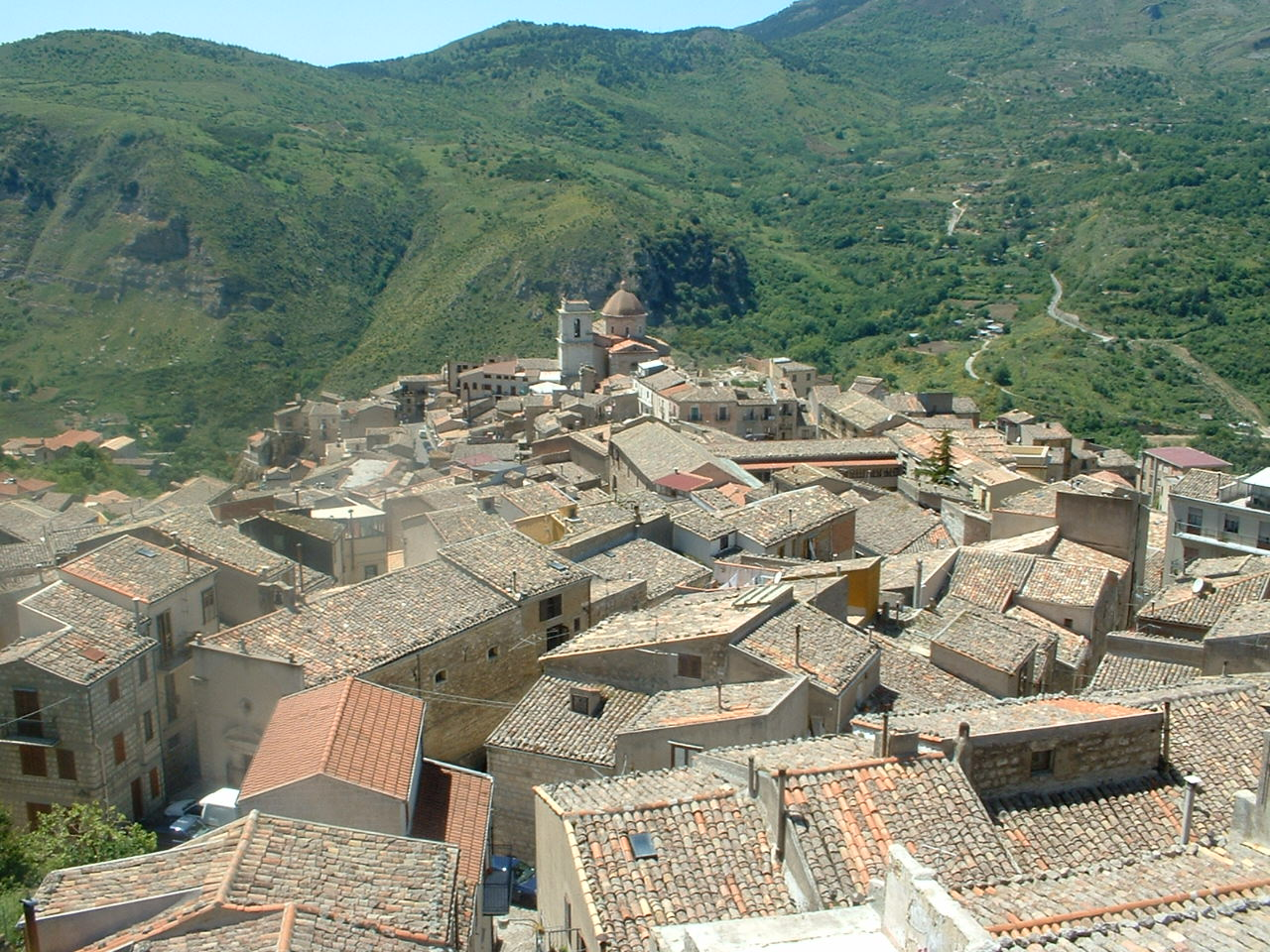
Panorama parcial